# Passages (Rork)
Pour les articles homonymes, voir Passages.
Passages est le deuxième album de la série de bande dessinée Rork, écrite et dessinée par Andreas. Comme le précédent album Fragments, il a été composé en réunissant plusieurs histoires publiées indépendamment dans le journal Tintin entre 1980 et 1982. Cet album a été publié en 1984 aux Éditions du Lombard.

## Résumé
Quelques semaines après la disparition de Rork, Raffington Event, détective privé, a été chargé par un mystérieux mandataire de le retrouver.
Le récit fait un saut dans le temps, raconte un épisode de l'enfance de Rork, et son apprentissage auprès de personnages aux pouvoirs étranges. 
Un intermède nous fait retrouver l'écrivain Bernard Wright, qui connait une fin tragique. Rork échappe à ce piège en usant son pouvoir de passage entre les mondes, ce qui mène à une confrontation avec Pharass.
Le chapitre final renoue avec l'album précédent et fait intervenir Deliah, Ebenezer et Adam Neels. 

### Personnages
- Rork
- Raffington Event, détective privé
- Tanémanar, le maître des rêves
- Le capitaine, gardien du cimetière des géants
- Bernard Wright, écrivain
- Pharass
- Deliah Darkthorn
- Ebenezer Awridge
- Adam Neels

## Histoire éditoriale

### Parution initiale dans le Journal de Tintin[1]
1. La longue nuit, 5 planches, dans Tintin N° 274 (50), 9 décembre 1980
2. Le maître des rêves, 7 planches, dans Tintin N° 299 (22), 2 juin 1981
3. Le cimetière des géants, 7 planches, dans Tintin N° 315 (38), 22 septembre 1981
4. Le prisonnier du désespoir, dans Tintin N° 339 (10) et 342 (13), 9 et 30 mars 1982

### Publication en album
- Publication en album sous le titre Rork, éditions Jonas, 1983.
- Publication en album, coll. « Histoires et légendes », Le Lombard, 1984,  (ISBN 2-8036-0480-9)
- Nouvelle édition, Le Lombard, 1992,  (ISBN 2-8036-0989-4)
- Inclus dans Rork – L'intégrale 1, Le Lombard, 2012,  (ISBN 978-2-8036-3095-0)